# 逍遥院

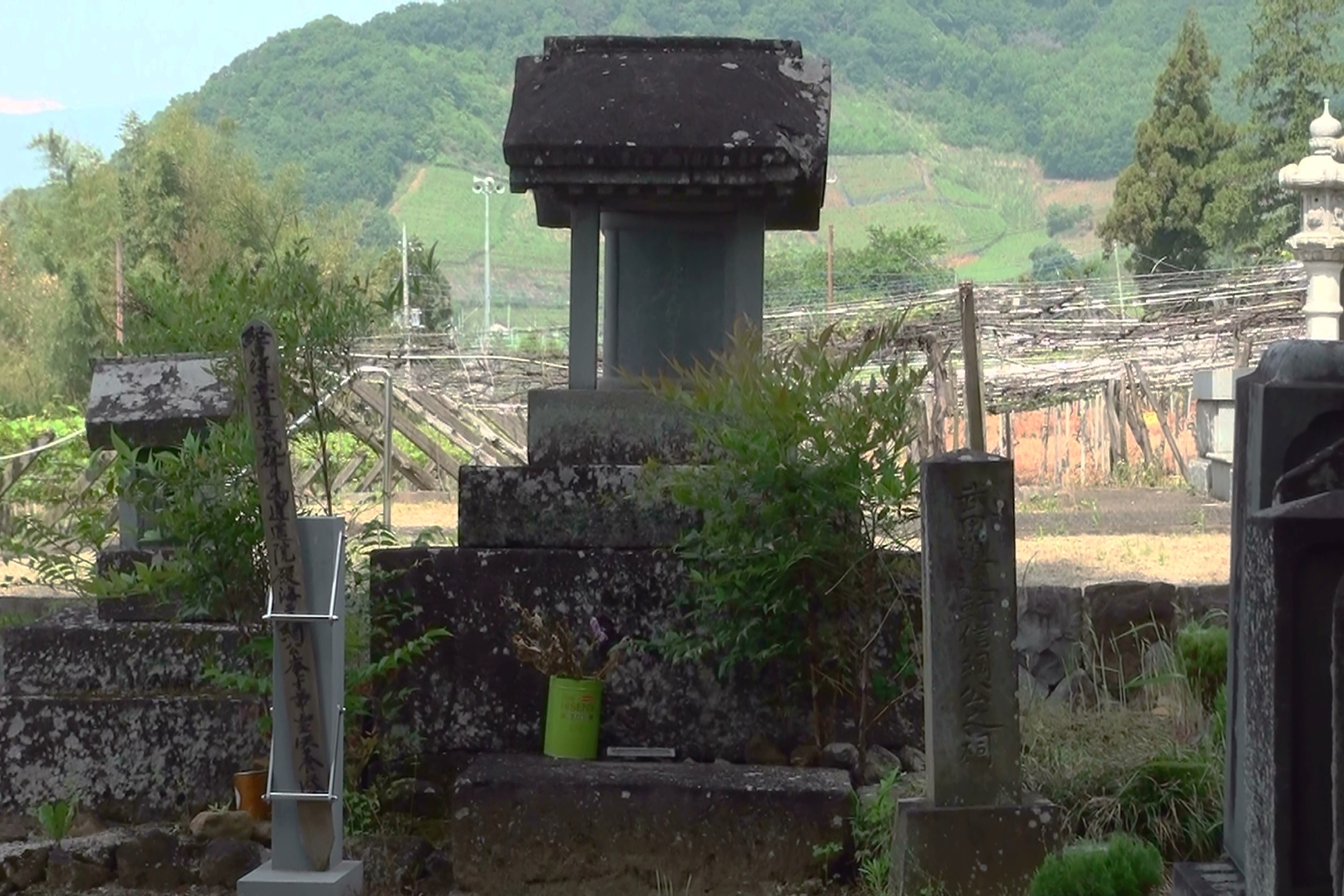
逍遥院にある逍遙軒信綱の墓所

逍遥院（しょうよういん）は、山梨県甲府市桜井町にある曹洞宗の寺院。武田信玄の実弟武田信廉の墓所があることで知られる。逍遥禅院とも称するが、宗教法人としての登録名は「逍遙院」である。

## 歴史
甲府盆地北縁の大蔵経寺山の南西麓に立地する。武田信廉は戦国時代の甲斐武田氏家臣で御一門衆。自邸近くに牌所として建て、自ら作成した位牌を収めた。天正10年（1582年）3月の織田信長・徳川家康連合軍の武田領侵攻（甲州征伐）により、信廉をはじめとした武田氏家臣の多くは処刑された。当院は信廉の菩提寺となった。

## 文化財

### 甲府市指定有形文化財
- 逍遥院文書
当院には武田勝頼による寺領安堵状を始めとして、徳川四奉行の黒印状など中世から近世初期にかけての領主の文書、さらに大久保長安、平岡勘三郎、岩波七郎左衛門などの代官文書、合計9点が保存されており、なかでも1575年（天正3年）の武田勝頼による禁制は文書とともに高札も残されており、非常に珍しく貴重な資料である。1987年（昭和62年）指定。
- 木造地蔵菩薩立像

### 甲府市指定有形民俗文化財
- 武田逍遥軒位牌
武田逍遥軒信綱（信廉）が、生前に作成しておいた自己の位牌である。信廉自ら自邸近くの当院に、死の3年前に納めたもので、位牌には「逍遥院殿海天綱公庵主・天正七年己卯年吉辰」とある。信廉は武田信玄の実弟であり、信濃高遠城の城代などを務めている。
また、画家としての活動もみられ、父信虎を描いた武田信虎画像（大泉寺所蔵）、母大井夫人を描いた大井夫人画像（長禅寺所蔵）はともに国の重要文化財に指定されている。位牌は1977年（昭和52年）甲府市指定有形民俗文化財に指定された。原則として非公開である。